# U 616 (Kriegsmarine)
De U 616 was een VIIC-klasse U-boot van de Duitse Kriegsmarine tijdens de Tweede Wereldoorlog. De boot stond onder bevel van Oberleutnant Siegfried Koitschka. De U 616 nam deel aan de aanval op konvooi HX-229 vanaf 16 tot 20 maart 1943. 

## Geschiedenis
17 maart 1943 - De U 616 probeerde de colonnes van het konvooi van de voorzijde af binnen te dringen, maar stootte op de enige torpedojager van het escorte. Koitschka lanceerde van dichtbij vier torpedo's en dacht dat hij de torpedobootjager getroffen had, maar de torpedobootjager kon de vier torpedo's ontwijken. 

## GebeurtenisU 616
14 mei 1944 - De U 616 viel het konvooi GUS-39 aan en beschadigde twee geallieerde vrachtschepen, de G.S. Walden en de Fort Fidler.
Onmiddellijk begon de geallieerde cargovloot een zigzagkoers te varen.
Vliegtuigen van vijf squadrons en zeven Amerikaanse torpedobootjagers zetten de jacht in op de U 616 totdat hij vernietigd werd op 17 mei. Deze zeven Amerikaanse jagers waren de USS Nields (DD-616), USS Gleaves (DD-423), USS Ellyson (DD-454), USS Macomb (DD-458), USS Hambleton (DD-455), USS Rodman (DD-456) en USS Emmons (DD-457). 
Twee dagen later viel de U 960 de torpedobootjager USS Ellyson aan, nabij Oran. De torpedobootjager had ook overlevenden van de U 616 aan boord. De U 960 miste de torpedoboot (gelukkig maar voor de Amerikaanse- en Duitse bemanning aan boord), en een andere "Swamp"-operatie resulteerde in het verlies van de U 960 op 19 mei 1944.

## Ondergang
De U 616 bracht zichzelf tot zinken op 17 mei 1944, oostelijk van Cartagena, in positie 36° 46′ 0″ NB, 0° 52′ 0″ OL. De U 616 werd aangevallen door zeven torpedobootjagers van de United States Navy en een Brits Vickers Wellington-vliegtuig van Squadron 36/K. Samen joegen ze in een drie dagen durende actie de U 616 op. De U 616 werd beschadigd en kwam boven water. Koitschka zag dat hij omsingeld was en gaf zich over.
De U-bootbemanning werden krijgsgevangene gemaakt.

## Commandanten
- 2 Apr; 1942 - 7 Okt; 1942:   Johann Spindlegger
- 8 Okt. 1942 - 17 Mei 1944:   Oblt. Siegfried Koitschka (Ridderkruis)